# Доклиническое исследование
Доклиническое исследование — исследование потенциального медицинского лекарственного средства ex vivo (исследования на культурах клеток и тканей),  in vivo  (исследования на животных) и in silico (компьютерное моделирование) с применением научных методов оценок для получения информации о безопасности и биологической эффективности средства. Является этапом исследований кандидата в лекарственные средства и проводится перед началом клинических исследований на людях. В случае новых лекарственных средств данный этап исследований занимает в среднем примерно 3 года.
Доклинические исследования включают в себя этапы генерирования гипотез и их подтверждения через тестирование. Исследования, генерирующие гипотезы, могут предлагать различные проверяемые теории по части патофизиологии заболеваний и возможных биологических мишеней лекарственного средства. Экспериментальные исследования могут быть подвержены влиянию различного рода предубеждений, что может привести к низкому качеству доклинических исследований. Снижению подобных рисков способствует проектирование воспроизводимого исследования, его проведение, анализ результатов и их публикация в наиболее строгой и прозрачной форме. Тестирование гипотезы может включать в себя как концептуальное её подтверждение, так и подтверждение эффективности вмешательства.
Из-за схожести генома млекопитающих, дешевизны и короткого репродуктивного цикла часто в экспериментах используются грызуны, но белки грызунов и людей иногда имеют разную чувствительность в отношении биоактивных веществ. Международные и региональные органы обычно требуют, чтобы доклинические исследования проводились как минимум на двух видах млекопитающих, один из которых не должен относиться к грызунам. Для значительной доли доклинических исследований, показывающих некоторую эффективность на животных, эффективность не подтверждается последующими исследованиями на людях. Лишь примерно в 10 %—15 % случаев разработка лекарственного препарата оказывается успешной.
Выбор подходящих (релевантных) видов экспериментальных животных для проведения конкретного исследования препарата включает рассмотрение научных, этических и практических аспектов и требует тщательного обоснования. Релевантным считается такой вид животных, при проведении исследования на котором изучаемый препарат проявляет фармакологическую активность за счет взаимодействия с рецептором (или эпитопом, если речь идет о моноклональных антителах). Для поиска релевантных видов животных могут быть использованы различные методы (например, иммунохимические или функциональные тесты). В последнее время обсуждается возможность использования результатов моделирования вместо проведения исследований на животных. Однако на полностью отказаться от исследований на животных пока не представляется возможным. 